# Линия оборонительных сооружений Амстердама
Линия оборонительных сооружений Амстердама (нидерл. Stelling van Amsterdam) — круговая оборонительная линия вокруг Амстердама длиной 135 километров. Является единственным в своем роде укреплением, включающим гидротехнические сооружения, а также одним из крупнейших и самым протяжённым.

## История
Примерно 27 % территории Нидерландов лежит ниже уровня моря. Такое географическое положение во многом обусловило превосходные знания голландцев в области гидротехники: ещё в эпоху Средневековья началось освоение земель в Северном море, возводились системы защитных дамб и дренажных сооружений. Начиная с XVI века они использовались, в том числе, и для целей обороны.
Оборонительная линия возводилась под руководством Военного министерства в 1883—1920 годах для защиты так называемого национального редута, последней линии обороны Королевства Нидерландов. Она включает в себя 45 укреплённых фортов с согласованно действующей артиллерией. А в случае необходимости сложная сеть каналов и шлюзов позволяла за 48 часов затопить польдеры водой до уровня 0,5 — 1,5 метра. Это достаточно глубоко для того, чтобы задержать продвижение пехоты, и слишком мелко для лодок. Впоследствии при помощи этой же гидротехнической системы можно было осушить затопленные участки.

## Оборонительная линия сегодня
В настоящее время линия обороны Амстердама потеряла свой военный потенциал. Однако, многие форты сохранились в первоначальном виде по сей день, и значительная их часть официально причислена к категории памятников истории. Некоторые из них сегодня располагаются в жилых кварталах, что делает их легкодоступными для посещения. Бывшая территория затопления служит для рекреационных целей: по ней проложены пешеходные и велосипедные дорожки, созданы дополнительные озеленённые участки. В условиях плотно застроенного Амстердама это особенно актуально.
В 1996 году Линия оборонительных сооружений Амстердама была внесена в Список объектов всемирного наследия ЮНЕСКО.